# Estación de Ronda
La estación de Ronda es una estación de ferrocarril situada en la ciudad española de Ronda, en la provincia de Málaga, comunidad autónoma de Andalucía. Cuenta con servicios de larga y media distancia operados por Renfe. Cumple también funciones logísticas.

## Situación ferroviaria
Se encuentra en la línea férrea que une Bobadilla con Algeciras, pk 70,4 a 741 metros de altitud, entre las estaciones de Setenil y de Arriate.

## Historia
La estación fue puesta en servicio el 7 de septiembre de 1891 con la apertura del tramo Ronda-Bobadilla de la línea férrea que pretendía unir esta última con Algeciras. Las obras corrieron a cargo de la compañía inglesa The Algeciras-Gibraltar Railway Cº. El 1 de octubre de 1913, la concesión de la línea fue traspasada a la Compañía de los Ferrocarriles Andaluces que la gestionó hasta que en 1941 se produjo la nacionalización del ferrocarril en España y se creó RENFE.
Desde el 31 de diciembre de 2004 Adif es la titular de las instalaciones ferroviarias.

## Servicios ferroviarios

### Larga Distancia
La estación cuenta con servicios Alvia que conectan Madrid con Algeciras.

### Media Distancia
El servicio 70 de Renfe, Algeciras-Antequera-Santa Ana, se realiza tres veces al día en ambos sentidos, usando trenes MD.